# Partido di Necochea
Il partido di Necochea è un dipartimento (partido) dell'Argentina facente parte della provincia di Buenos Aires. Il capoluogo è Necochea.